# Mîhailivske, Karlivka
Mîhailivske (în ucraineană Михайлівське) este un sat în comuna Holoborodkivske din raionul Karlivka, regiunea Poltava, Ucraina.

## Demografie
Componența lingvistică a localității Mîhailivske
     Ucraineană (97,56%)
     Rusă (1,63%)
     Alte limbi (0,81%)
Conform recensământului din 2001, majoritatea populației localității Mîhailivske era vorbitoare de ucraineană (97,56%), existând în minoritate și vorbitori de rusă (1,63%).